# Scarus vetula
Espèce
Statut de conservation UICN

 LC  : Préoccupation mineure
Le poisson-perroquet royal (Scarus vetula) est un poisson-perroquet des Caraïbes.

## Description
Sa coloration varie fortement en fonction de son âge et de son sexe. D'abord paré de couleurs ternes, le jeune va acquérir des couleurs vives, bleues ou vertes et des marques caractéristiques autour de la bouche (notamment une tache bleue sous la mâchoire). Il peut atteindre une taille de 61 cm.

## Habitat et répartition
Ce poisson fréquente les zones rocheuses et les récifs coralliens des Caraïbes, à une profondeur variant entre 3 et 25 m.

## Écologie et comportement
C'est un poisson herbivore, qui passe ses journées à racler les algues sur les rochers et les coraux morts pour se nourrir. Il passe ses nuits dans des trous ou dans des fissures à l'intérieur d'un cocon de mucus transparent qui le protège des prédateurs. C'est un beau poisson également apprécié pour sa chair.

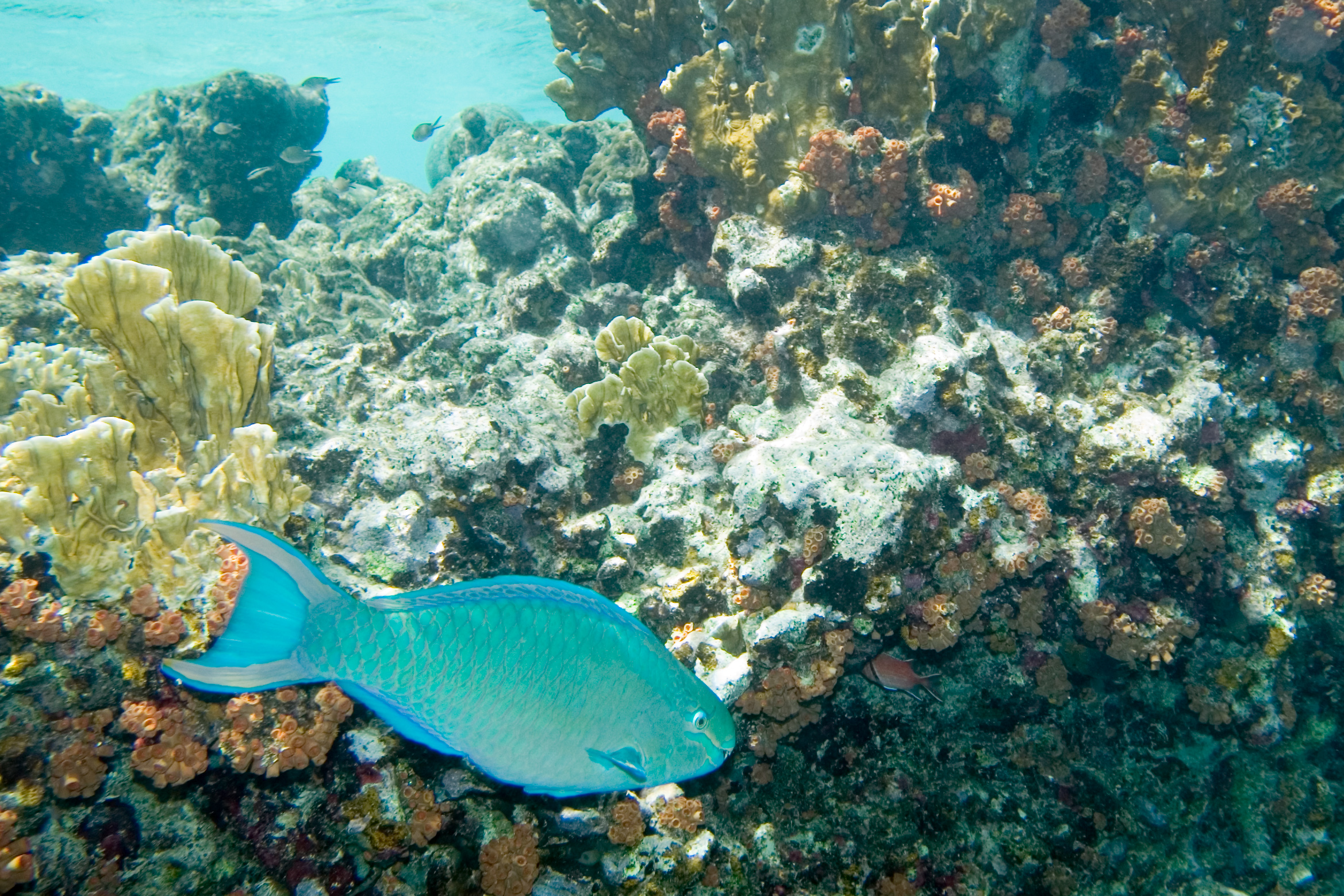
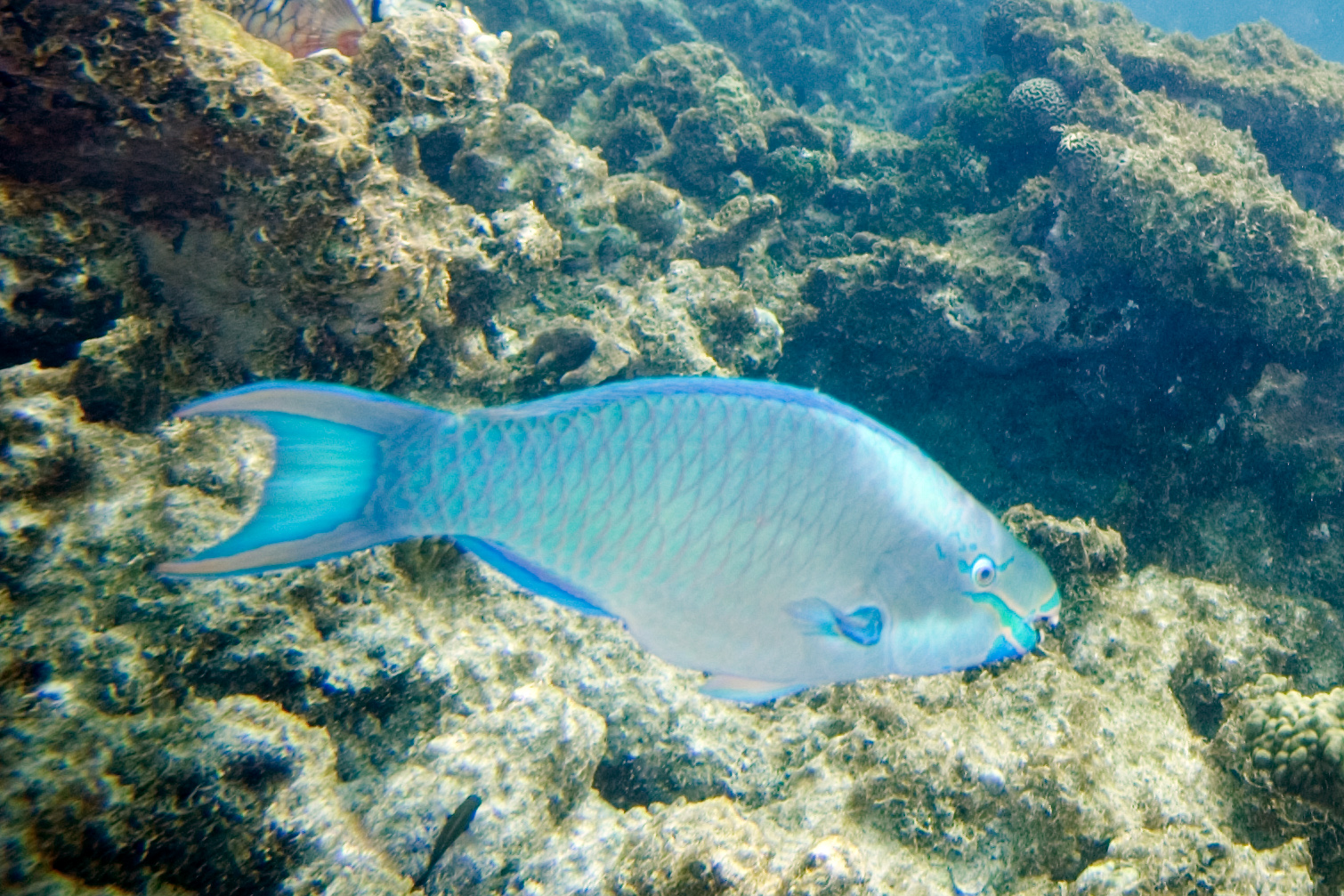
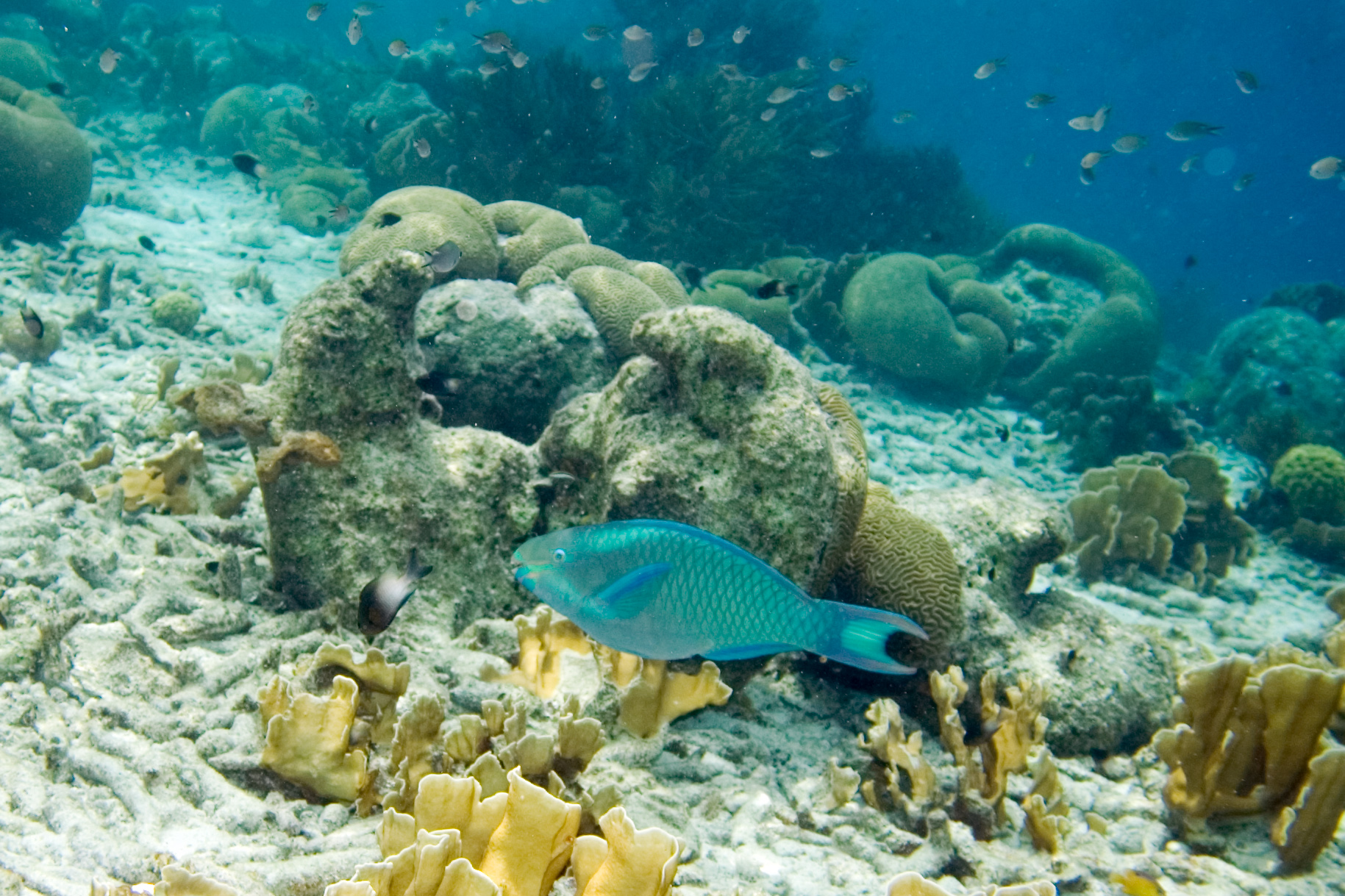
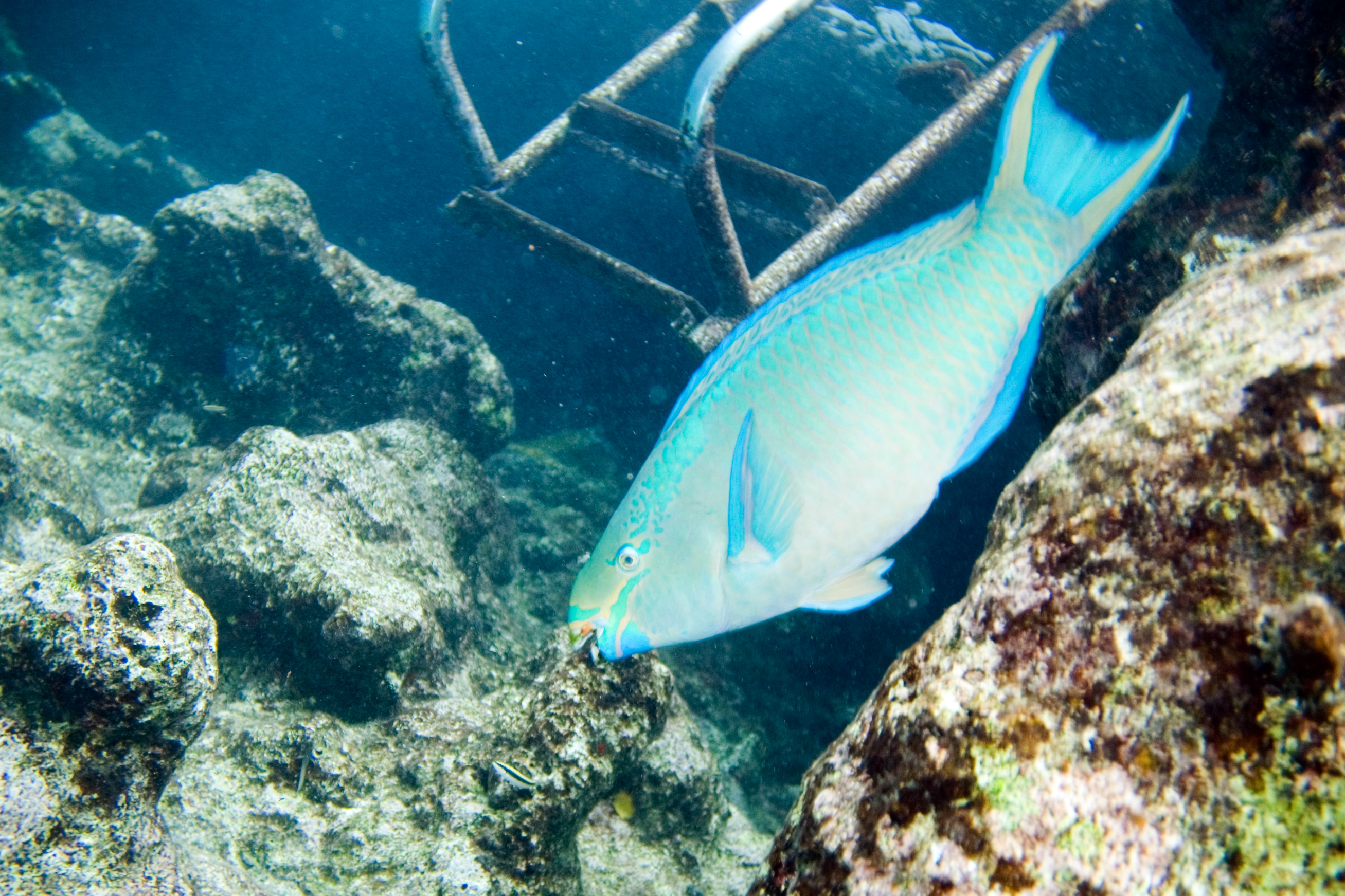